# Gianfrancesco Morosini (cardinale)
Gianfrancesco Morosini (Venezia, 30 settembre 1537 – Brescia, 14 gennaio 1596) è stato un cardinale italiano.

## Biografia
Era figlio dei patrizi veneziani Pietro Morosini e Cornelia Corner, sorella dei cardinali Luigi e Federico Corner.
Ancora giovane accompagnò in Francia un suo parente, Alvise Badoer, che era stato nominato ambasciatore straordinario presso quel regno per conto della Serenissima. Ritornato in patria venne inviato dalla stessa Repubblica di Venezia presso Carlo, arciduca d'Austria, e il 1º maggio 1568 venne inviato presso la corte di Emanuele Filiberto I di Savoia, sempre come legato, lasciando Torino il 29 settembre 1570.
Nel giugno del 1573 venne inviato presso Enrico di Valois per omaggiarlo per conto della Repubblica di Venezia nel recente successo del suo ottenimento della corona polacca. Nel dicembre di quello stesso anno, venne nominato ambasciatore di Venezia presso la corte di Carlo IX di Francia, rimanendovi sino all'elezione di Enrico III. Divenne Bailo a Costantinopoli presso il sultano ottomano, entrò solo a questo punto in seno alla chiesa venendo ordinato sacerdote in Venezia.
Sisto V lo mandò quale suo nunzio apostolico in Francia ed il 23 settembre 1585 venne eletto vescovo di Brescia. Per la propria perizia e per la diplomazia dimostrata, il 15 luglio 1588 venne eletto cardinale e nominato dal Papa quale legato a latere nella missione di riconciliazione di Enrico I di Lorena, terzo duca di Guisa, e suo fratello Luigi II di Guisa, secondo cardinale di Guisa, con il re Enrico III di Francia.
Alla sua elezione a cardinale, ottenne la porpora ed il titolo dei Santi Nereo e Achilleo il 27 luglio di quello stesso anno, optando successivamente per il titolo di Santa Maria in Via (28 marzo 1590). Nominato protettore di Germania ed Ungheria, fu molto amico di San Filippo Neri e suo sostenitore.
Nel gennaio 1593 fece esumare il corpo del marchese di Castiglione Rodolfo Gonzaga, fratello di san Luigi, assassinato a Castel Goffredo il 3 gennaio 1593, in quanto scomunicato dal papa. Sua madre Marta Tana ricorse al papa Gregorio XV per far ribenedire il defunto e ottenne di seppellirlo in terra consacrata solo nel 1600.
Morì il 14 gennaio 1596 e fu sepolto nel duomo vecchio di Brescia, presso l'altare della Santa Croce. Per sua disposizione testamentaria, al momento del suo decesso tutti i suoi beni vennero donati tra i poveri della città.

## Genealogia episcopale e successione apostolica
La genealogia episcopale è:
- Arcivescovo Cesare Costa, C.O.
- Cardinale Gianfrancesco Morosini

La successione apostolica è:
- Vescovo Pompée de Periglio, O.F.M.Conv. (1588)
- Vescovo Alberto Valier (1591)
- Vescovo Roberto Pierbenedetti (1592)
- Vescovo Giorgio Perpignani (1594)

## Ascendenza
|                        |                |                     | Genitori             |  |  | Nonni |  |  | Bisnonni |  |  | Trisnonni |  |
|                        |                |                     |                      |  |  |       |  |  | …        |  |  | …         |  |
|                        |                |                     |                      |  |  |       |  |  | …        |  |  | …         |  |
|                        |                | …                   |                      |  |  |       |  |  | …        |  |  |           |  |
| …                      |                |                     |                      |  |  |       |  |  | …        |  |  |           |  |
|                        |                | …                   | …                    |  |  |       |  |  |          |  |  |           |  |
|                        |                | …                   | …                    |  |  |       |  |  |          |  |  |           |  |
|                        |                | …                   | …                    |  |  |       |  |  |          |  |  |           |  |
| Pietro Morosini        |                | …                   |                      |  |  |       |  |  |          |  |  |           |  |
|                        |                | …                   | …                    |  |  |       |  |  |          |  |  |           |  |
|                        |                | …                   | …                    |  |  |       |  |  |          |  |  |           |  |
|                        |                | …                   | …                    |  |  |       |  |  |          |  |  |           |  |
| …                      |                | …                   |                      |  |  |       |  |  |          |  |  |           |  |
|                        |                | …                   | …                    |  |  |       |  |  |          |  |  |           |  |
|                        |                | …                   | …                    |  |  |       |  |  |          |  |  |           |  |
|                        |                | …                   | …                    |  |  |       |  |  |          |  |  |           |  |
| Gianfrancesco Morosini |                | …                   |                      |  |  |       |  |  |          |  |  |           |  |
|                        | Giorgio Corner | Marco Corner        |                      |  |  |       |  |  |          |  |  |           |  |
|                        | Giorgio Corner | Marco Corner        |                      |  |  |       |  |  |          |  |  |           |  |
|                        | Giorgio Corner | Fiorenza Crispo     |                      |  |  |       |  |  |          |  |  |           |  |
| Giovanni Corner        | Giorgio Corner |                     |                      |  |  |       |  |  |          |  |  |           |  |
|                        |                | Elisabetta Morosini | Francesco Morosini   |  |  |       |  |  |          |  |  |           |  |
|                        |                | Elisabetta Morosini | Francesco Morosini   |  |  |       |  |  |          |  |  |           |  |
|                        |                | Elisabetta Morosini | …                    |  |  |       |  |  |          |  |  |           |  |
| Cornelia Corner        |                | Elisabetta Morosini |                      |  |  |       |  |  |          |  |  |           |  |
|                        |                | Alvise Pisani       | Francesco Morosini   |  |  |       |  |  |          |  |  |           |  |
|                        |                | Alvise Pisani       | Francesco Morosini   |  |  |       |  |  |          |  |  |           |  |
|                        |                | Alvise Pisani       | Chiara Loredan       |  |  |       |  |  |          |  |  |           |  |
| Adriana Pisani         |                | Alvise Pisani       |                      |  |  |       |  |  |          |  |  |           |  |
|                        |                | Cecilia Giustinian  | Benedetto Giustinian |  |  |       |  |  |          |  |  |           |  |
|                        |                | Cecilia Giustinian  | Benedetto Giustinian |  |  |       |  |  |          |  |  |           |  |
|                        |                | Cecilia Giustinian  | Marina Gritti        |  |  |       |  |  |          |  |  |           |  |
|                        |                | Cecilia Giustinian  |                      |  |  |       |  |  |          |  |  |           |  |